# Kormos réce
A kormos réce (Anas rubripes) a madarak osztályának lúdalakúak (Anseriformes)  rendjébe és a récefélék (Anatidae) családjába tartozó faj.
Régebbi rendszerbesorolások a tőkés réce alfajaként sorolták be Anas platyrhynchos rubripes néven.

## Előfordulása
Észak-Amerika keleti részén és Mexikóban él. Tavak, nádasok mellett található meg.

## Megjelenése

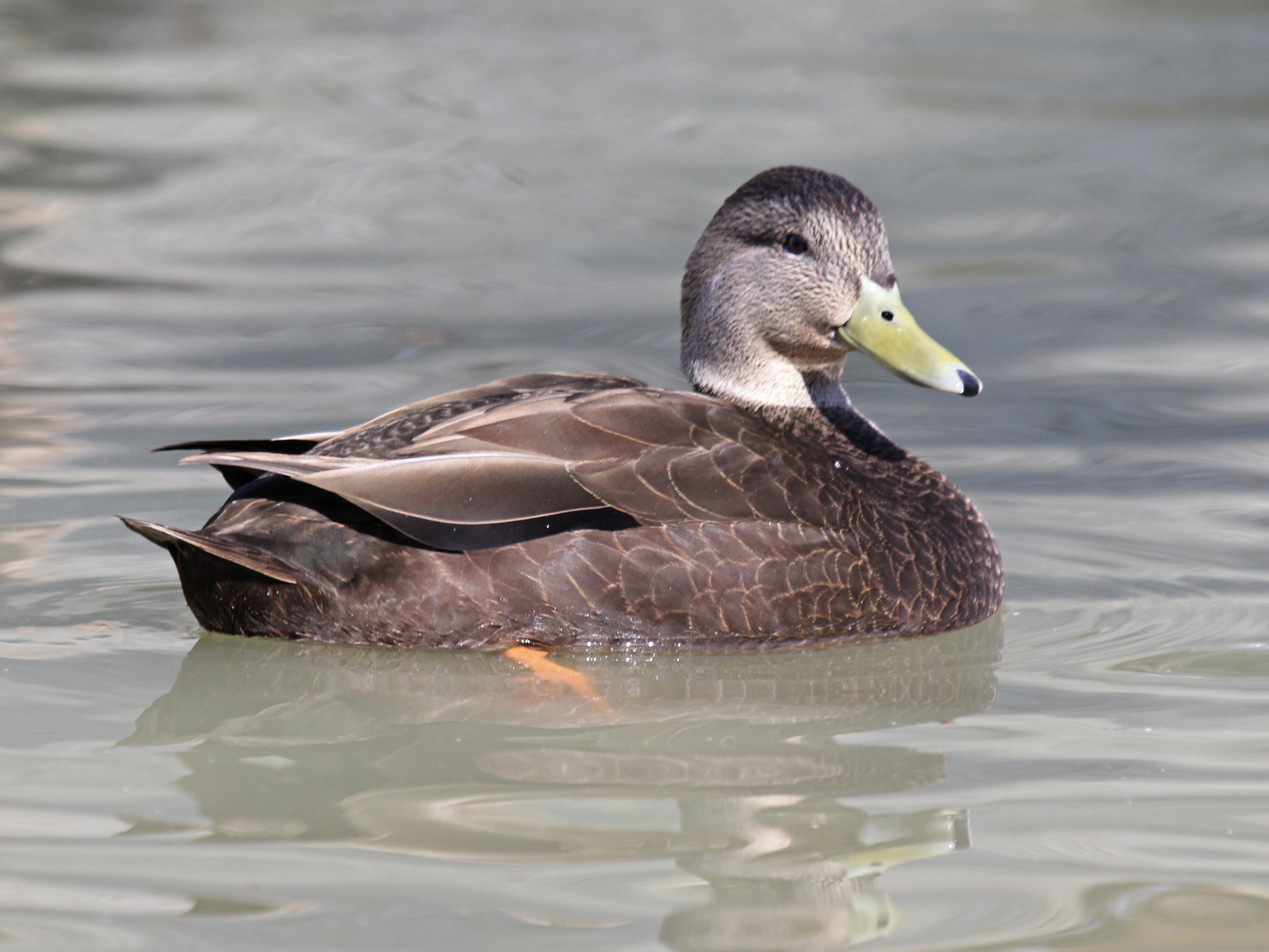
A hím csőre sárga

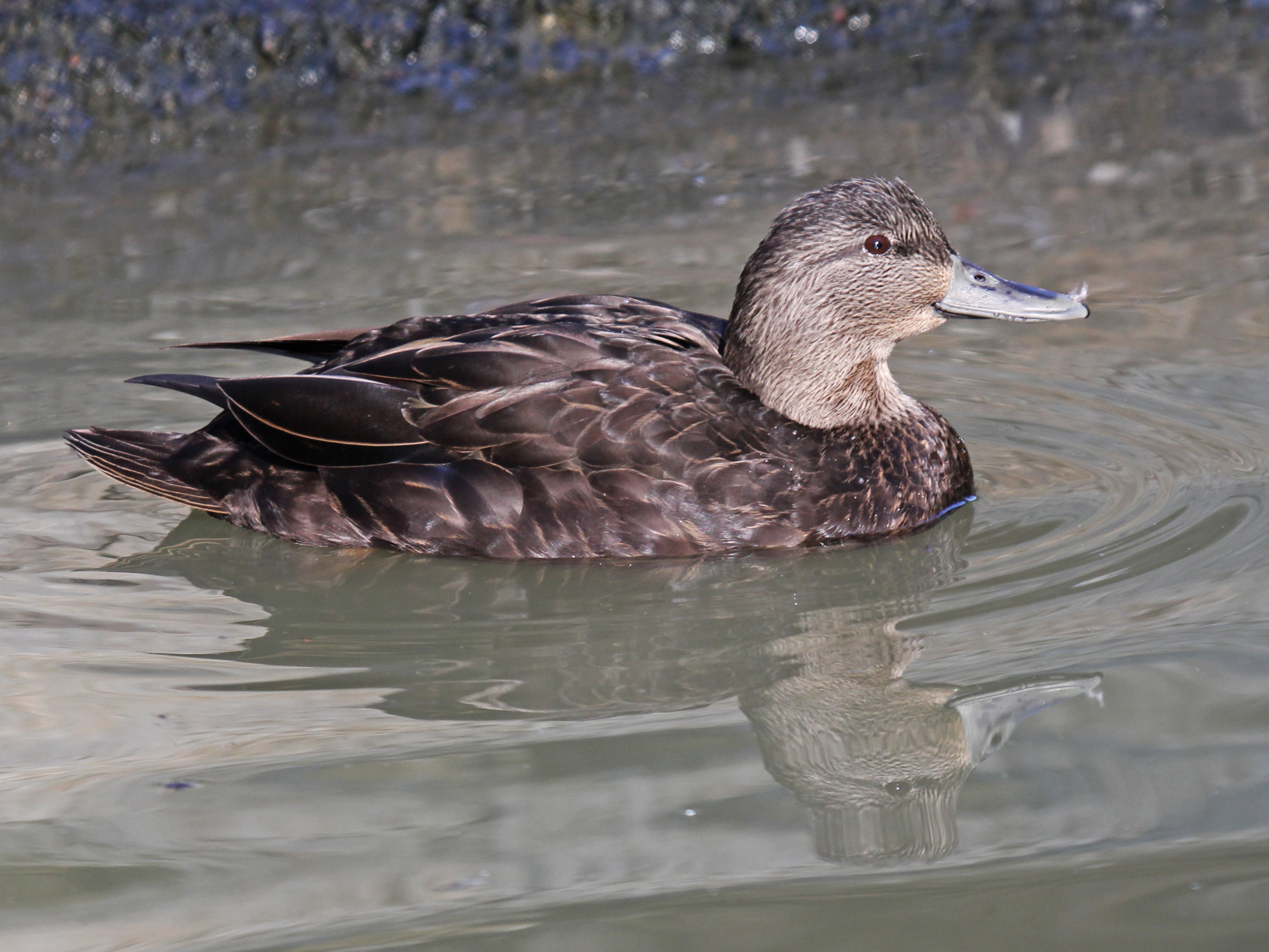
A nőstény csőre sötétzöld.

Testhossza 54-59 centiméter, szárnya fesztávolsága 88-95 centiméter, testtömege 720-1600 gramm, a tojó valamivel kisebb és könnyebb a hímnél.

## Életmódja
Tápláléka változatos, főleg magvakat, növényi részeket fogyaszt.

## Szaporodása
Növényi anyagokból épített, mohával és pihetollakkal bélelt fészkét talajra építi. Fészekalja 6-14 tojásból áll.
|  |